# Милейчице
Милейчице (пол. Milejczyce) — деревня в Семятыченском повете Подляского воеводства Польши. Административный центр гмины Милейчице. По данным переписи 2011 года, в деревне проживало 899 человек.

## География
Деревня расположена на северо-востоке Польши, на расстоянии приблизительно 21 километра к северо-западу от города Семятыче, административного центра повета. Абсолютная высота — 163 метра над уровнем моря. Через Милейчице проходит региональная автодорога 693.

## История
В 1516 году польский король Сигизмунд I даровал Милейчице магдебургское право. В 1529 году был основан приход католической церкви. В конце XVIII века Милейчице входило в состав Берестейского повета Берестейского воеводства Великого княжества Литовского
Согласно «Указателю населенным местностям Гродненской губернии, с относящимися к ним необходимыми сведениями», в 1905 году в местечке Милейчицы проживало 1195 человек. В административном отношении местечко входило в состав Рогачской волости Брестского уезда (5-го стана).
В августе 1941 года в деревне было создано еврейское гетто, просуществовавшее до 5 ноября 1942 года.
В период с 1975 по 1998 годы деревня являлась частью Белостокского воеводства.

## Достопримечательности
- Костёл Св. Станислава, 1740—1744 гг.
- Православный храм во имя Св. Варвара, 1899—1900 гг.
- Здание синагоги, 1927 г.
- Еврейское кладбище (основано в 1865 г.)
- Кладбище советских воинов